# Julije Klović
Juraj Julije Klović (tal. Giorgio Giulio Clovio – Croata; Grižane, 1498. – Rim, 3. siječnja 1578.) bio je hrvatski svećenik i sitnoslikar zvan i „Michelangelo minijature”.

## Životopis
Julije Klović rođen je u selu Grižane u Vinodolu. Podrijetlom je bio Hrvat te se za života najčešće potpisivao kao: „humile servitore don Julio Crovatino miniatore“ ili „de Crovatia“.
Smatra se da je osnovno obrazovanje stekao u pavlinskom samostanu u Crikvenici. U dobi od 18 godina odlazi u Italiju na dvor kardinala Domenica Grimanija. Rafaelov učenik Giulio Romano bio mu je učitelj. Nakon njegove smrti odlazi na dvor ugarsko-hrvatskoga kralja Ludovika II. Jagelovića u Budim. Na njegovom se dvoru bavio iluminacijom u sklopu kraljevskoga skriptorija. Nakon kraljeve smrti vraća se u Rim. Tada je vrlo kratko razdoblje bio u službi kardinala Lorenza Campeggia.
Godine 1527. dogodila se velika pljačka Rima. Kratko je vrijeme bio u zarobljeništvo te se zavjetovao kako će se zarediti ako preživi rimsku katastrofu. Godine 1528. nalazi se među novacima Regularnih lateranskih kanonika Presvetog Spasitelja. Položivši redovničke zavjete, uzeo je ime Julije, u čast učitelja Giulija Romana. Boravio je u raznim samostanima Renske kongregacije Presvetoga Otkupitelja.
Kardinal Marino Grimani oslobađa Klovića od obveze rezidiranja u samostanu te ga dovodi na svoj dvor kako bi radio kao dvorski minijaturist. Nakon toga odlazi na dvor kardinala Aleksandra Farnesea. Nakon što je 1550. za papu izabran Julije III., nesklon Farneseovima, Klović napušta s kardinalom Rim.
U posljednjim godinama života počeo je oboljevati; prvo je dobio ječmenac na oku te je kasnije imao poteškoće vezane uz slab vid.
Klović je ujedno bio i kardinalov savjetnik za umjetnost. Između ostalih, preporučio je primanje u službu mladih umjetnika El Greca, Bartholomäusa Sprangera i Frederica Zuccarija.
Umro je 3. siječnja 1578. godine u Rimu u Palači Cancelleria. Pokopan je, prema vlastitoj želji, u crkvi Regularnih kanonika Sveti Petar u okovima. Godine 1632. mu je postavljena spomen-ploča s portretom. Na nadgrobnoj ploči oko glave mu stoji natpis „Slikar bez premca” te ispod sljedeći tekst:

## Djela
Njegove minijature i iluminacije rukopisa čuvaju se diljem svijeta: „Časoslov Stuart de Rothesay” i „Komentar kardinala Marina Grimanija uz poslanice sv. Pavla apostola” (London), „Stanze de Eurialo d’Ascoli sopra l’impresa dell’Aquila” (Beč), „Evanđelistar Grimani” (Venecija), „Sv. Pavao oslijepljuje Elimu” i „Tri teološke vrline” (Pariz) i dr.
Njegovo najpoznatije djelo i „remek djelo minijature svjetskih razmjera” je „Časoslov Farnese” koje se danas čuva u knjižnici Pierpont Morgan (New York). Na El Grecovom portretu Klović prstom pokazuje na ovo djelo. Časolov je džepnoga formata te sadrži 26 nasuprotno postavljenih cjelostranih minijatura s prizorima iz Starog i Novog zavjeta.
Giorgio Vasari nazvao ga je „Michelangelom minijature” te „posljednjim velikim minijaturistom”. Po predaji, bio je toliko sitnoslikar da je na noktu palca mogao naslikati cijelu Posljednju večeru.

### U Hrvatskoj
Njegov umjetnički opus nije identificiran kao izvorna baština na hrvatskom području. Njegov se umjetnički opus nastojao dijelom prenijeti u hrvatske muzeje i galerije otkupom. Među prvima je otkupljen 1937. crtež „Judita i Holofern” (Kabinet grafike HAZU-a, Zagreb). Hrvatska je vlada otkupila više Klovićevih umjetnina na umjetničkim dražbama.
U Hrvatskoj se nalaze sljedeća njegova djela:
- „Posljednji sud” (Hrvatski restauratorski zavod u Zagrebu),
- „Ganimed” (Strossmayerova galerija),
- „Klovićev autoportret” (Strossmayerova galerija),
- „Misal Jurja od Topuskog” (Riznica zagrebačke katedrale),
- „Gloria in excelsis Deo − ukrasni okvir za crtež Sveta obitelj pod hrastom” (Ured Predsjednika RH na pohrani pri Nacionalnoj i sveučilišnoj knjižnici),
- „Bogorodica s usnulim Isusom, svetim Josipom i Ivanom Krstiteljem” (Nacionalna i sveučilišna knjižnica),
- „Uskrsnuće” (Nacionalna i sveučilišna knjižnica).

## Počasti

### Spomenici
- Poprsja su mu izradili Ivan Rendić (Trg Nikole Šubića Zrinskoga), Juraj Plančić (Sjednička dvorana HAZU) te kip Frano Kršinić (Klovićevi dvori).[3]
- Spomenici su mu postavljeni u Driveniku (Zvonko Car) i Grižanama (Ivan Belobrajić).[3]
- Muzej i kuća Klović u Grižanama.[2]
- Galerija Klovićevi dvori[3]

### Ostalo
- Pjesme su mu posvetili Francesco Maria Molza, Annibale Caro i Benedetto Varchi.[3]
- Portretirali su ga Sofonisba Anguissola i El Greco. El Greco ga je prikazao i na slici „Krist tjera trgovce iz hrama” i to u društvu Michelangela, Tiziana i Raffaella.[5] Prikazan je i na Bukovčevoj slici Razvitak hrvatske kulture[3]
- Znanstveni skupovi o Kloviću u Zagrebu povodm 400. obljetnice smrti (1978.) i 500. obljetnice rođenja (1998.).[3]
- Posebna srebrna kovanica od 200 kuna Hrvatske narodne banke.[8]
- Bernardin Modrić je snimio film „Evanđelje po Kloviću” 2006. godine.[9]

## Galerija djela
- Bogorodica s usnulim Isusom, Svetim Josipom i Ivanom Krstiteljem, Klovićev crtež iz 1540. godine po Michelangelu.
- Minijature iz Časoslova Farnese s prikazom Poklonstva mudraca i Salomon s kraljicom od Sabe iz 1546. godine.
- Minijature iz Časoslova Farnese
- Uskrsnuće, iz 1568. godine.
- Spomenik Juliju Kloviću u Driveniku
- Spomenik Juliju Kloviću u Zagrebu (park Zrinjevac)
- Spomenik Juliju Kloviću u Grižanama
- Nadgrobni spomenik Juliju Kloviću u crkvi Sveti Petar u okovima
- Nadgrobni spomenik Juliju Kloviću u crkvi Sveti Petar u okovima
- Klovićev kip ispred galerije Klovićevi dvori u Zagrebu

### Knjige
- Mandurić, Slavo. 2022. Rim, Vatikan i hrvatski tragovi u Rimu. Kraljica mira d.o.o.. Zagreb.

### Članci
- Macan Lukavečki, Valerija. 2018. Julije Klović, umjetnik iz Vinodola u europskom humanizmu. Riječki teološki časopis. Riječki teološki časopis. Rijeka. 52 (2): 223–241
- Pelc, Milan; Flego, Višnja. 2009. Klović, Juraj Julije. Hrvatski biografski leksikon. Zagreb.  journal zahtijeva |journal= (pomoć)

### Mrežna sjedišta
- 500. obljetnica rođenja Jurja Julija Klovića. Hrvatski numizmatički portal. Pristupljeno 1. veljače 2025.
- Film "Evanđelje po Kloviću" na festivalu u Minsku. Informativna katolička agencija. Pristupljeno 1. veljače 2025.

## Vanjske poveznice
|  | Zajednički poslužitelj ima još gradiva o temi Julije Klović |